# Bridgewater gallery

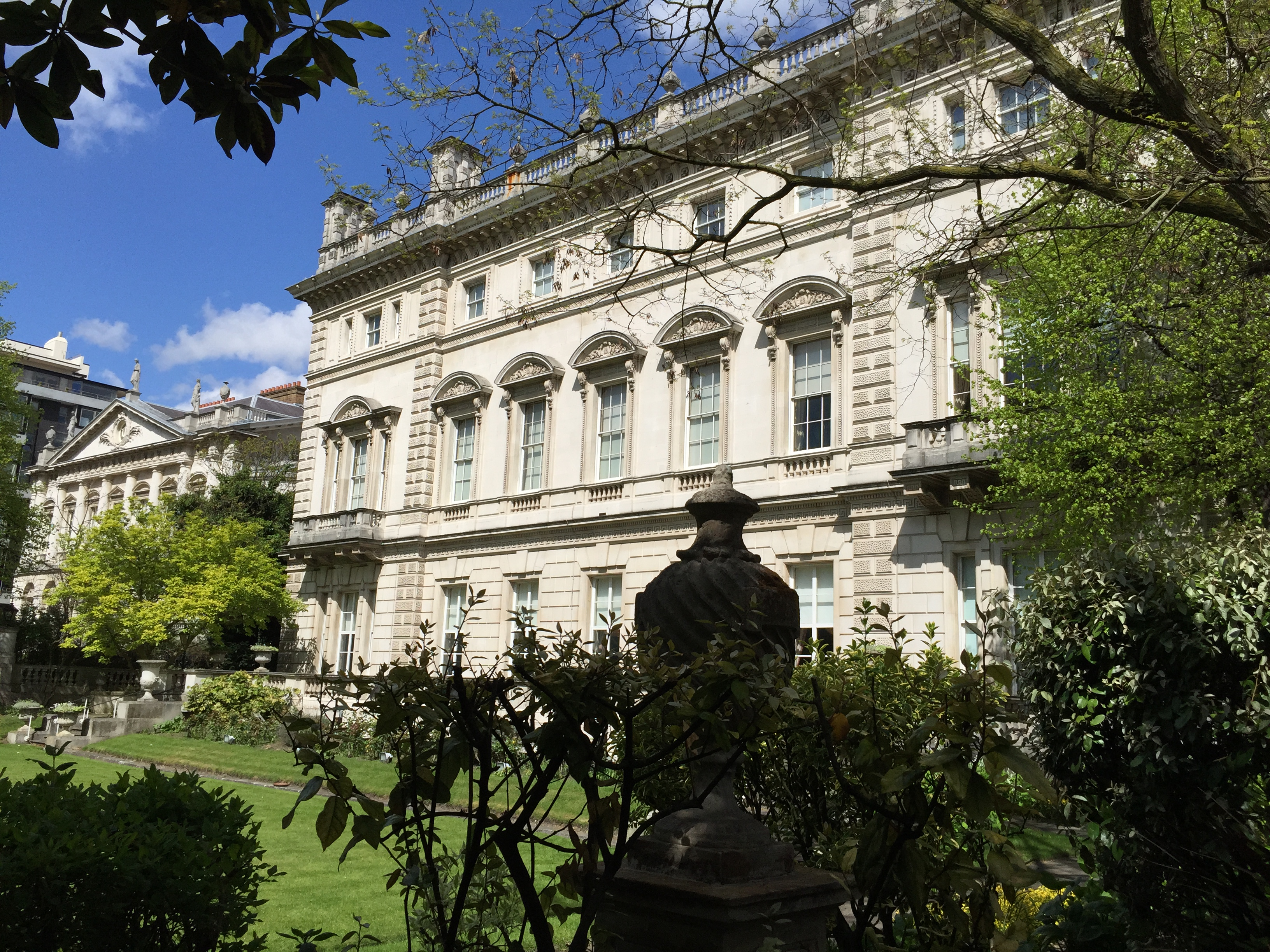
Bridgewater House

Bridgewater Gallery är en av Storbritanniens mest betydande privata konstsamlingar, inrymd i Bridgewater House, som tillhört earlen av Ellesmere. Bridgewater House uppfördes 1854 efter ritningar av Charles Barry.
Samlingen omfattar omkring 300 tavlor och ett stort antal originalteckningar av italienska och andra konstnärer huvudsakligen från 1500- och 1600-talen; bland dessa finns namn som Rafael, Tizian, Nicolas Poussin, Claude Lorrain och Anthonis van Dyck.